# Ріверсайд (Юта)
Ріверсайд (англ. Riverside) — переписна місцевість (CDP) в США, в окрузі Бокс-Елдер штату Юта. Населення — 971 особа (2020).

## Географія
Ріверсайд розташований за координатами 41°48′38″ пн. ш. 112°8′25″ зх. д. / 41.81056° пн. ш. 112.14028° зх. д. (41.810568, -112.140264).  За даними Бюро перепису населення США в 2010 році переписна місцевість мала площу 17,37 км², уся площа — суходіл.

## Демографія
Згідно з переписом 2010 року, у переписній місцевості мешкало 760 осіб у 253 домогосподарствах у складі 201 родини. Густота населення становила 44 особи/км².  Було 262 помешкання (15/км²).
Расовий склад населення:
| - 94,1 % — білих - 1,7 % — азіатів - 0,5 % — вихідців з тихоокеанських островів - 0,4 % — чорних або афроамериканців - 0,1 % — корінних американців - 2,1 % — осіб інших рас |

До двох чи більше рас належало 1,1 %. Частка іспаномовних становила 3,7 % від усіх жителів.
За віковим діапазоном населення розподілялося таким чином: 33,9 % — особи молодші 18 років, 56,1 % — особи у віці 18—64 років, 10,0 % — особи у віці 65 років та старші. Медіана віку мешканця становила 29,3 року. На 100 осіб жіночої статі у переписній місцевості припадало 112,3 чоловіків;  на 100 жінок у віці від 18 років та старших — 105,7 чоловіків також старших 18 років.
Середній дохід на одне домашнє господарство  становив 75 053 долари США (медіана — 62 772), а середній дохід на одну сім'ю — 74 716 доларів (медіана — 62 109). 
Цивільне працевлаштоване населення становило 398 осіб. Основні галузі зайнятості: освіта, охорона здоров'я та соціальна допомога — 23,1 %, сільське господарство, лісництво, риболовля — 15,6 %, виробництво — 13,1 %, оптова торгівля — 10,8 %.